# Lydio Machado Bandeira de Mello
Lydio Machado Bandeira de Mello (Abaeté, 19 de julho de 1901 – Belo Horizonte, 30 de setembro de 1984) foi um advogado, jurista e professor universitário brasileiro.
Professor emérito da Universidade Federal de Minas Gerais, Lydio é considerado um dos grandes juristas brasileiros. Autor de mais de 70 livros, foi um dos maiores intelectuais mineiros, versado em assuntos que iam desde o direito penal, filosofia e teologia.

## Biografia
Lydio nasceu na cidade mineira de Abaeté, em 1901. Era filho de Lydio Alerano Bandeira de Mello, pernambucano, juiz do interior de várias comarcas de Minas Gerais, e de Adélia Machado de Mello, descendente de italianos natural de Pitangui. Seu pai sonhava em ver o filho se tornar cientista, enquanto sua mãe esperava que ele se tornasse um escritor e poeta. Fez o então curso primário e os três primeiros anos de ginásio em Muzambinho. Quando seu pai foi transferido para Muriaé, Lydio foi estudar em Juiz de Fora.
Lydio ficou doente e acabou interrompendo os estudos por um ano. Seguindo o desejo do pai, ingressou no colégio Anchieta de Nova Friburgo, onde estudou filosofia com os jesuítas. O ginásio e o curso científico foi feito no Colégio Pedro II do Rio de Janeiro. Em 1920 prestou vestibular para a Faculdade de Direito do Rio de Janeiro, hoje pertencente à Universidade Federal do Rio de Janeiro. Apesar de ter sido elogiado por seu desempenho na prova, Lydio não tinha recursos financeiros para se manter no curso.
Assim, ele foi para Muriaé, onde começou a trabalhar no Banco Agrícola de Minas Gerais, com a condição de o transferirem posteriormente para o Rio de Janeiro. Como a transferência não aconteceu, Lydio saiu do banco e foi para o Ministério da Fazenda, na capital fluminense. Sua função no ministério consistia em separar papéis para os recenseadores do censo de 1921.
Retornaria posteriormente para Muriaé, onde assumiu a redação do jornal Alto Muriaé. Ele só voltaria aos estudos em 1922, quando o deputado Federal, Dr. Antônio da Silveira Brum se prontificou a ajudá-lo a concluir o curso, desde que mais tarde se tornassem sócios. Morando em Petrópolis, Lydio descia e subia a serra para poder estudar na capital.
Em 1923, foi convidado para lecionar matemática no Liceu de Muzambinho. Achando a proposta conveniente e bem-vinda, ele lecionou lá de 1923 a 1927 as disciplinas de aritmética, álgebra e trigonometria. Alternando as aulas na faculdade com a atividade em sala de aula, Lydio obteve dezenove distinções acadêmicas. Logo após a formatura, foi nomeado promotor de Justiça da Comarca de Leopoldina, cargo que exerceu por seis anos. No Colégio Leopoldinense foi professor de Língua Portuguesa e Matemática de 1923 a 1936.

## Carreira
Em 1934, Lydio deixou a comarca e abriu um escritório de advocacia. Em 1942, foi criada uma escola de comércio para contadores, na qual Lydio lecionou de 1942 a 1952 as disciplinas: Direito civil, Direito constitucional, legislação fiscal, economia política, estatística, merceologia, técnica comercial e propaganda, sendo seu diretor em 1946. No Colégio Leopoldinense, de 1942 a 1952, voltou a lecionar Filosofia e matemática para os cursos clássico e científico.
Em 1951, Lydio prestou concurso para professor de Direito Penal da Faculdade de Direito da Universidade de Minas Gerais, hoje a UFMG, onde obteve a segunda cátedra de direito. Lecionou principalmente Direito Penal no bacharelado em direito e depois, em 1953, Filosofia do Direito para os alunos do doutorado. Foi um dos coordenadores da Escola de Direito e diretor do Departamento de Direito Penal.
Lydio se aposentou da universidade em 1971, quando deu sua última aula para alunos do segundo ano de direito da UFMG. No ano seguinte, a congregação da faculdade lhe concedeu o título de Professor Emérito. Com a aposentadoria, Lydio se dedicou à literatura, publicando mais doze livros, num total de 56 na carreira não apenas sobre direito, como também filosofia e filosofia.

## Vida pessoal
Foi casado com Amália Introcasso Bandeira de Mello, com quem teve quatro filhos: Lydio, Maria Luiza, Amália, Luiz.

## Morte
Lydio morreu em 30 de setembro de 1984, no Hospital das Clínicas em Belo Horizonte, aos 83 anos, devido a uma insuficiência cardíaca congestiva.

## Homenagem
A biblioteca da Faculdade de Direito de Minas Gerais, hoje pertencente à Universidade Federal de Minas Gerais, leva seu nome em sua homenagem, a Biblioteca Prof. Lydio Machado Bandeira de Mello.